# European Challenge Cup 2011-12
La European Rugby Challenge Cup 2011-2012 fue la décima sexta temporada  de la European Rugby Challenge Cup, la segunda competición de rugby union por clubes de los países integrantes del Torneo de las Seis Naciones, y algún que otro participante de otros países.

## Fase de grupos

### Grupo 1
| Team               | PJ | PG | PE | PP | TF | TC | DT  | PF  | PC  | Dif  | BO | BD | Pts |
| ------------------ | -- | -- | -- | -- | -- | -- | --- | --- | --- | ---- | -- | -- | --- |
| Stade Français (1) | 6  | 6  | 0  | 0  | 33 | 5  | +28 | 241 | 43  | +198 | 5  | 0  | 29  |
| Worcester Warriors | 6  | 4  | 0  | 2  | 30 | 9  | +21 | 194 | 95  | +99  | 4  | 0  | 20  |
| Bucureşti Wolves   | 6  | 2  | 0  | 4  | 12 | 27 | −15 | 102 | 184 | −82  | 2  | 0  | 10  |
| Crociati Parma     | 6  | 0  | 0  | 6  | 4  | 38 | −34 | 36  | 251 | −215 | 0  | 0  | 0   |

### Grupo 2
| Team              | PJ | PG | PE | PP | TF | TC | DT  | PF  | PC  | Dif  | BO | BD | Pts |
| ----------------- | -- | -- | -- | -- | -- | -- | --- | --- | --- | ---- | -- | -- | --- |
| Toulon (3)        | 6  | 5  | 0  | 1  | 26 | 5  | +14 | 197 | 73  | +124 | 3  | 1  | 25  |
| Newcastle Falcons | 6  | 4  | 0  | 2  | 18 | 9  | +9  | 133 | 82  | +51  | 2  | 0  | 18  |
| Lyon              | 6  | 3  | 0  | 3  | 16 | 11 | +5  | 143 | 114 | +29  | 1  | 1  | 14  |
| Petrarca Padova   | 6  | 0  | 0  | 6  | 3  | 38 | −28 | 50  | 254 | −204 | 0  | 0  | 0   |

### Grupo 3
| Team             | PJ | PG | PE | PP | TF | TC | DT  | PF  | PC  | Dif  | BO | BD | Pts |
| ---------------- | -- | -- | -- | -- | -- | -- | --- | --- | --- | ---- | -- | -- | --- |
| London Wasps (4) | 6  | 5  | 0  | 1  | 21 | 7  | +14 | 189 | 75  | +114 | 4  | 0  | 24  |
| Bayonne          | 6  | 5  | 0  | 1  | 10 | 3  | +7  | 197 | 61  | +136 | 2  | 0  | 22  |
| Bordeaux Bègles  | 6  | 2  | 0  | 4  | 9  | 14 | −5  | 82  | 132 | −50  | 1  | 1  | 10  |
| Rovigo           | 6  | 0  | 0  | 6  | 5  | 21 | −16 | 51  | 251 | −200 | 0  | 1  | 1   |

### Grupo 4
| Team                  | PJ | PG | PE | PP | TF | TC | DT  | PF  | PC  | Dif  | BO | BD | Pts |
| --------------------- | -- | -- | -- | -- | -- | -- | --- | --- | --- | ---- | -- | -- | --- |
| Exeter Chiefs (8)     | 6  | 5  | 0  | 1  | 22 | 4  | +18 | 202 | 64  | +121 | 2  | 1  | 23  |
| Perpignan             | 6  | 4  | 0  | 2  | 17 | 9  | +8  | 153 | 112 | +41  | 2  | 0  | 18  |
| Newport Gwent Dragons | 6  | 3  | 0  | 3  | 16 | 7  | +9  | 139 | 100 | +10  | 2  | 1  | 15  |
| Cavalieri Prato       | 6  | 0  | 0  | 6  | 6  | 41 | −35 | 62  | 280 | −218 | 0  | 0  | 0   |

### Grupo 5
| Team        | PJ | PG | PE | PP | TF | TC | DT  | PF  | PC  | Dif  | BO | BD | Pts |
| ----------- | -- | -- | -- | -- | -- | -- | --- | --- | --- | ---- | -- | -- | --- |
| Brive (2)   | 6  | 6  | 0  | 0  | 26 | 7  | +19 | 209 | 79  | +130 | 3  | 0  | 28  |
| Sale Sharks | 6  | 4  | 0  | 2  | 31 | 8  | +23 | 225 | 96  | +129 | 4  | 0  | 20  |
| Agen        | 6  | 2  | 0  | 4  | 24 | 21 | +3  | 168 | 166 | +2   | 2  | 0  | 10  |
| La Vila     | 6  | 0  | 0  | 6  | 6  | 51 | −45 | 64  | 325 | −261 | 0  | 0  | 0   |

## Fase final

### Cuartos de final
| 5 de abril | Stade Français | 22 - 17 | Exeter Chiefs |  |  |

| 6 de abril | RC Toulonnais | 37 - 8 | Harlequins |  |  |

| 7 de abril | London Wasps | 23 - 26 | Biarritz |  |  |

| 8 de abril | Brive | 15 - 11 | Scarlets |  |  |

### Semifinales
| 27 de abril | RC Toulonnais | 32 - 29 | Stade Français |  |  |

| 28 de abril | Biarritz | 19 - 0 | Brive |  |  |

### Final
| 18 de mayo | Biarritz | 21 - 18 | RC Toulonnais | Twickenham Stoop, Londres,     |  |
|            |          |         |               | Asistencia: 9.376 espectadores |  |

| Bandera de Francia |
| Campeón Biarritz   |
| Primer título      |